# Richard C. Sarafian
Pour les articles homonymes, voir Sarafian.
Richard C. Sarafian est un réalisateur et acteur américain, né le 28 avril 1930 à New York et mort le 18 septembre 2013 à Santa Monica.

## Biographie
D'origine arménienne, il est le père du réalisateur Deran Sarafian, de l'acteur Richard Sarafian Jr. et du scénariste Tedi Sarafian.

## Filmographie

### Cinéma

#### Réalisateur
- 1962 : Terror at Black Falls (en)
- 1965 : Andy (en)
- 1969 : Libre comme le vent (en) (Run Wild, Run Free)
- 1970 : Le Tunnel de la peur (Fragment of Fear)
- 1971 : Point limite zéro (Vanishing Point)
- 1971 : Le Convoi sauvage (Man in the Wilderness)
- 1973 : Une fille nommée Lolly Madonna (Lolly-Madonna XXX)
- 1973 : Le Fantôme de Cat Dancing (The Man Who Loved Cat Dancing)
- 1976 : Meurtre pour un homme seul (The Next Man)
- 1979 : Sunburn, coup de soleil (Sunburn)
- 1981 : Gangster Wars (en)
- 1984 : The Bear
- 1986 : L'Œil du tigre (Eye of the Tiger)
- 1989 : Street Justice (en)
- 1990 : Solar Crisis (crédité Alan Smithee au générique)

#### Acteur
- 1984 : Songwriter d'Alan Rudolph : Rodeo Rocky
- 1995 : Crossing Guard de Sean Penn : Sunny Ventura
- 1996 : Bound : Gino Marzzone

### Télévision

#### Réalisateur
- 1965-1968 : Gunsmoke (série, 4 épisodes)
- 1968 : Shadow on the Land
- 1975 : One of Our Own
- 1977 : The African Queen
- 1977 : A Killing Affair
- 1979 : L'Express ne répond plus (en) - crédité comme Richard Sarafian
- 1980 : The Golden Moment: An Olympic Love Story
- 1981 : Splendor in the Grass
- 1986 : Liberty

#### Acteur
- 1990 : MacGyver (saison 6, épisode 9 "Amères récoltes") : Caspar Kasabian